# Campionato francese di rugby a 15 1961-1962
Il Campionato francese di rugby a 15 1961-1962 fu disputato da 56 squadre divise in 7 gironi di 8 squadre. Le prime 4 di ogni poule e le due migliori quinte, per un totale di 32, sono qualificate per la fase ad eliminazione diretta.
Il successo ha arriso allo SU Agen che ha battuto la Section paloise.

## Fase di qualificazione
In grassetto le qualificate per la fase ad eliminazione diretta
| - FC Auch - AS Béziers - Stade bordelais UC - US Carmaux - USA Limoges - Lyon OU - US Marmande - USA Perpignan                        | - SC Angoulême - Aviron bayonnais - US Bergerac - US Cognac - US Dax - Paris université club - Toulouse olympique EC - RC Toulon | - RC Chalon - SO Chambéry - Stade dijonnais - SC Graulhet - FC Grenoble - US Montauban - AS Montferrand - US Romans       |
| - SC Albi - Stade aurillacois - CA Bègles - Cahors - Stade montois - RC Narbonne - Stadoceste tarbais - Stade toulousain              | - CA Brive - CO Le Creusot - FC Lourdes - Foix - SC Tulle - La Voulte - Port-Vendres - Racing club de France                     | - RC Vichy - Stade hendayais - \|Saint-Girons SC - Section paloise - SU Agen - SA Saint-Sever - CA Lannemezan - CS Vienne |
| - Stade rochelais - Tyrosse RCS - SC Mazamet - Biarritz olympique - CA Périgueux - Castres olympique - Saint-Junien - FC Saint-Claude | | |

## Sedicesimi di finale
In grassetto le qualificate agli ottavi di finale
| Squadra 1             | Squadra 2          | Risultato |
| --------------------- | ------------------ | --------- |
| SU Agen               | CS Vienne          | 14-3      |
| SC Mazamet            | Stadoceste tarbais | 12-0      |
| Section paloise       | Stade aurillacois  | 11-5      |
| Racing club de France | SO Chambéry        | 5-3       |
| US Dax                | USA Perpignan      | 8-0       |
| CA Lannemezan         | Castres olympique  | 3-0       |
| Stade rochelais       | La Voulte sportif  | 3-3       |
| RC Toulon             | US Cognac          | 6-0       |
| AS Béziers            | Tyrosse RCS        | 8-0       |
| CA Brive              | FC Grenoble        | 9-3       |
| Cahors rugby          | Aviron bayonnais   | 13-9      |
| Biarritz olympique    | US Montauban       | 5-3       |
| FC Lourdes            | SC Angoulême       | 13-3      |
| Stade bordelais UC    | FC Auch            | 3-0       |
| SC Tulle              | Stade montois      | 6-6       |
| SC Graulhet           | RC Vichy           | 6-3       |

## Ottavi di finale
In grassetto le qualificate ai quarti di finale
| Squadra 1       | Squadra 2             | Risultato |
| --------------- | --------------------- | --------- |
| SU Agen         | SC Mazamet            | 11-3      |
| Section paloise | Racing club de France | 8-3       |
| US Dax          | CA Lannemezan         | 9-3       |
| Stade rochelais | RC Toulon             | 3-0       |
| AS Béziers      | CA Brive              | 15-9      |
| Cahors rugby    | Biarritz olympique    | 9-0       |
| FC Lourdes      | Stade bordelais UC    | 16-3      |
| SC Tulle        | SC Graulhet           | 6-0       |

## Quarti di finale
In grassetto le qualificate alle semifinali
| Squadra 1  | Squadra 2       | Risultato |
| ---------- | --------------- | --------- |
| SU Agen    | Section paloise | 11-3      |
| US Dax     | Stade rochelais | 6-3       |
| AS Béziers | Cahors rugby    | 3-0       |
| FC Lourdes | SC Tulle        | 12-6      |

## Semifinali
| Squadra 1  | Squadra 2  | Risultato |
| ---------- | ---------- | --------- |
| AS Béziers | FC Lourdes | 6-3       |
| SU Agen    | US Dax     | 8-8 (dts) |

SU Agen qualificata per il numero di mete segnate (2-1)

## Finale
| Arbitro: | Raymond Gombeaud |

| |            | |
| mete: Méricq 2,Matkowski trasf.: Sitjar c.p. Sitjar | Marcatori  | mete: Rondi trasf.: Dedieu c.p. Dedieu 2 |
| Jean-Pierre Clar, Jean-Claude Malbet, Guy Miquel, Christian Matkowski, Georges Cavailles, Michel Sitjar, Louis Echave, Francesco Zani, Pierre Lacroix, Jean-Claude Hiquet, Serge Méricq, Claude Salesse, Henri Garcia, Michel Arino, Jean-Pierre Razat | Formazioni | Jean Arnal, Emile Bolzan, Francis Mas, Claude Vidal, André Gayraud, François Rondi, Roger Gensane, Jean Salas, Pierre Danos, Roger Bousquet, Gilbet Folch, Michel Bernatas, Jacques Fratangelle, Robert Spagnolo, Paul Dedieu |